# Óblast de Pskov
Pskov (en ruso: Пско́вская о́бласть, tr.: Pskóvskaya óblast) es uno de los cuarenta y siete óblast que, junto con las veintiuna repúblicas, nueve krais, cuatro distritos autónomos y dos ciudades federales, conforman los ochenta y tres sujetos federales de Rusia.

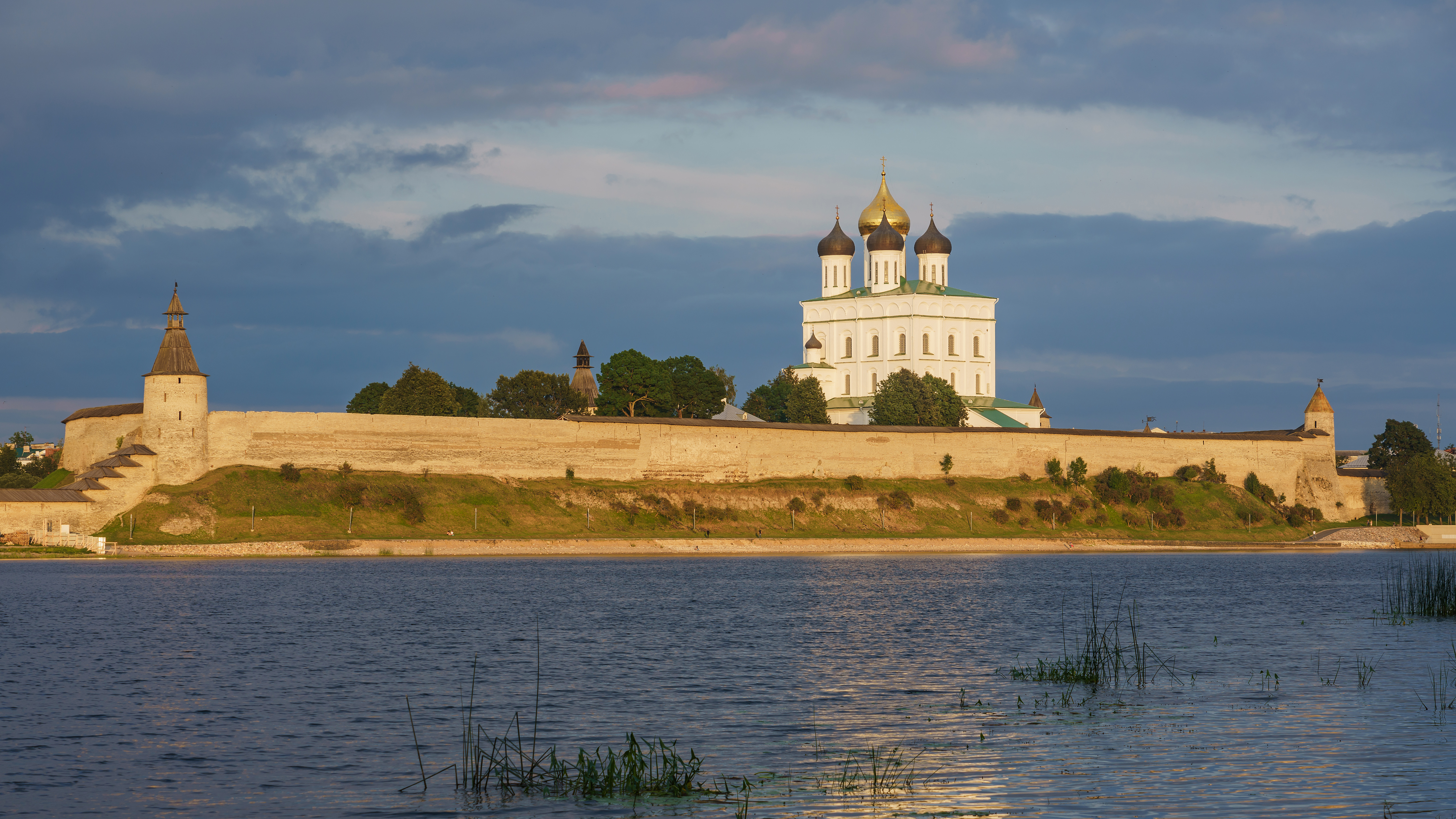
Vista de Pskov y el río Velíkaya

Su capital es la homónima Pskov. Está ubicado en el distrito Noroeste, limitando al norte con Estonia, al este con Leningrado, Nóvgorod y Tver, al sur con Smolensk y al oeste con Bielorrusia y Letonia.
Tiene una población estimada para el año 2018 de 636.546 habitantes. El gobernador desde septiembre de 2018 es Mijaíl Vedérnikov.

## Geografía

### Zona horaria
El óblast de Pskov está localizado en la zona horaria de Moscú (MSK/MSD). La diferencia con UTC es +0300 (MSK)/+0400 (MSD).

## Subdivisiones
Comprende dos ókrug urbanos (ciudades directamente subordinadas a la óblast: Pskov y Velíkiye Luki) y los siguientes 24 raiones:
- Raión de Bezhánitsy (capital: Bezhánitsy)
- Raión de Velíkiye Luki (sede administrativa: Velíkiye Luki)
- Raión de Gdov (capital: Gdov)
- Raión de Dédovichi (capital: Dédovichi)
- Raión de Dno (capital: Dno)
- Raión de Krasnogorodsk (capital: Krasnogorodsk)
- Raión de Kunia (capital: Kunia)
- Raión de Loknia (capital: Loknia)
- Raión de Nével (capital: Nével)
- Raión de Novorzhev (capital: Novorzhev)
- Raión de Novosokólniki (capital: Novosokólniki)
- Raión de Opochka (capital: Opochka)
- Raión de Óstrov (capital: Óstrov)
- Raión de Pálkino (capital: Pálkino)
- Raión de Pechory (capital: Pechory)
- Raión de Pliusa (capital: Pliusa)
- Raión de Pórjov (capital: Pórjov)
- Raión de Pskov (sede administrativa: Pskov)
- Raión de Pustoshka (capital: Pustoshka)
- Raión de Púshkinskiye Gory (capital: Púshkinskiye Gory)
- Raión de Pytálovo (capital: Pytálovo)
- Raión de Sébezh (capital: Sébezh)
- Raión de Strugui Krasnye (capital: Strugui Krasnye)
- Raión de Usviaty (capital: Usviaty)

La óblast dividida en raiones

## Ciudades
| Villas           | Nombre ruso     | Habitantes (1 de enero de 2005) |
| ---------------- | --------------- | ------------------------------- |
| Pskov            | Псков           | 200 080                         |
| Velíkiye Luki    | Великие Луки    | 103 463                         |
| Óstrov           | Остров          | 24 516                          |
| Nével            | Невель          | 17 824                          |
| Opochka          | Опочка          | 13 611                          |
| Pechory          | Печоры          | 12 696                          |
| Pórjov           | Порхов          | 11 928                          |
| Dédovichi        | Дедовичи        | 9 765                           |
| Dno              | Дно             | 9 704                           |
| Novosokólniki    | Новосокольники  | 9 463                           |
| Strugui-Krásnye  | Струги-Красные  | 8 739                           |
| Sébezh           | Себеж           | 6 748                           |
| Pytálovo         | Пыталово        | 6 615                           |
| Púshkinskie Gory | Пушкинские Горы | 6 056                           |
| Ídritsa          | Идрица          | 5 615                           |
| Pustoshka        | Пустошка        | 5 295                           |
| Gdov             | Гдов            | 4 949                           |
| Loknia           | Локня           | 4 813                           |
| Bezhánitsy       | Бежаницы        | 4 779                           |
| Krasnogorodsk    | Красногородск   | 4 649                           |
| Novorzhev        | Новоржев        | 4 050                           |
| Pliussa          | Плюсса          | 3 730                           |
| Kunia            | Кунья           | 3 437                           |
| Pálkino          | Палкино         | 3 232                           |
| Usviaty          | Усвяты          | 3 074                           |
| Sosnovy Bor      | Сосновый Бор    | 1 819                           |
| Krasny Luch      | Красный Луч     | 1 440                           |
| Zápliusie        | Заплюсье        | 1 330                           |